# Safranin

Strukturformel

Det basiska färgningsmedlet safranin (C.I. Basic Red 2; C.I. 50240) är ett populärt färgningsmedel inom gramfärgning. Safranin har positivt laddade grupper som binder till negativt laddade molekyler i en cell, exempelvis en nukleinsyra eller något protein. Ytan på en bakteriecell är också negativt, vilket möjliggör en färgning.

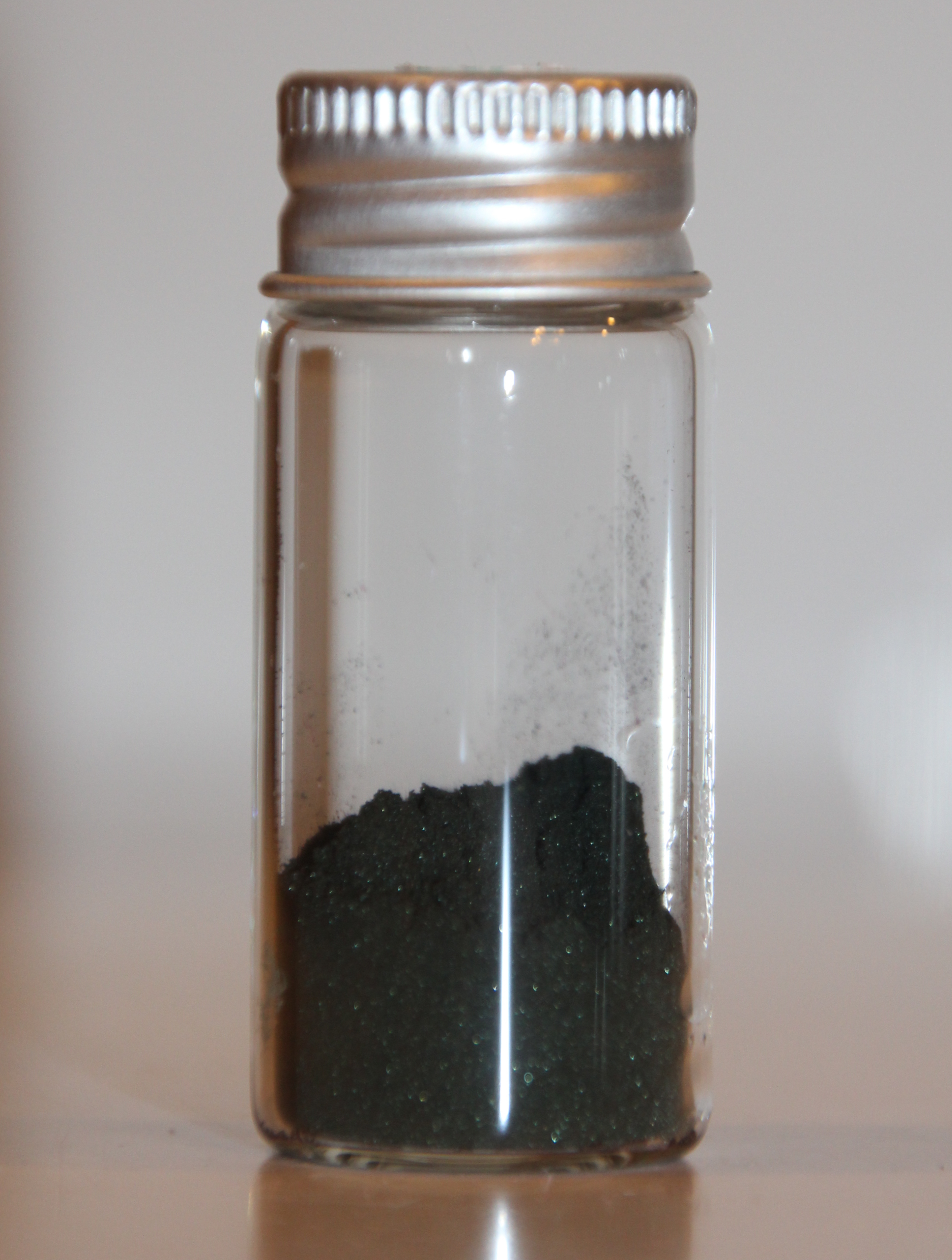
Safranin
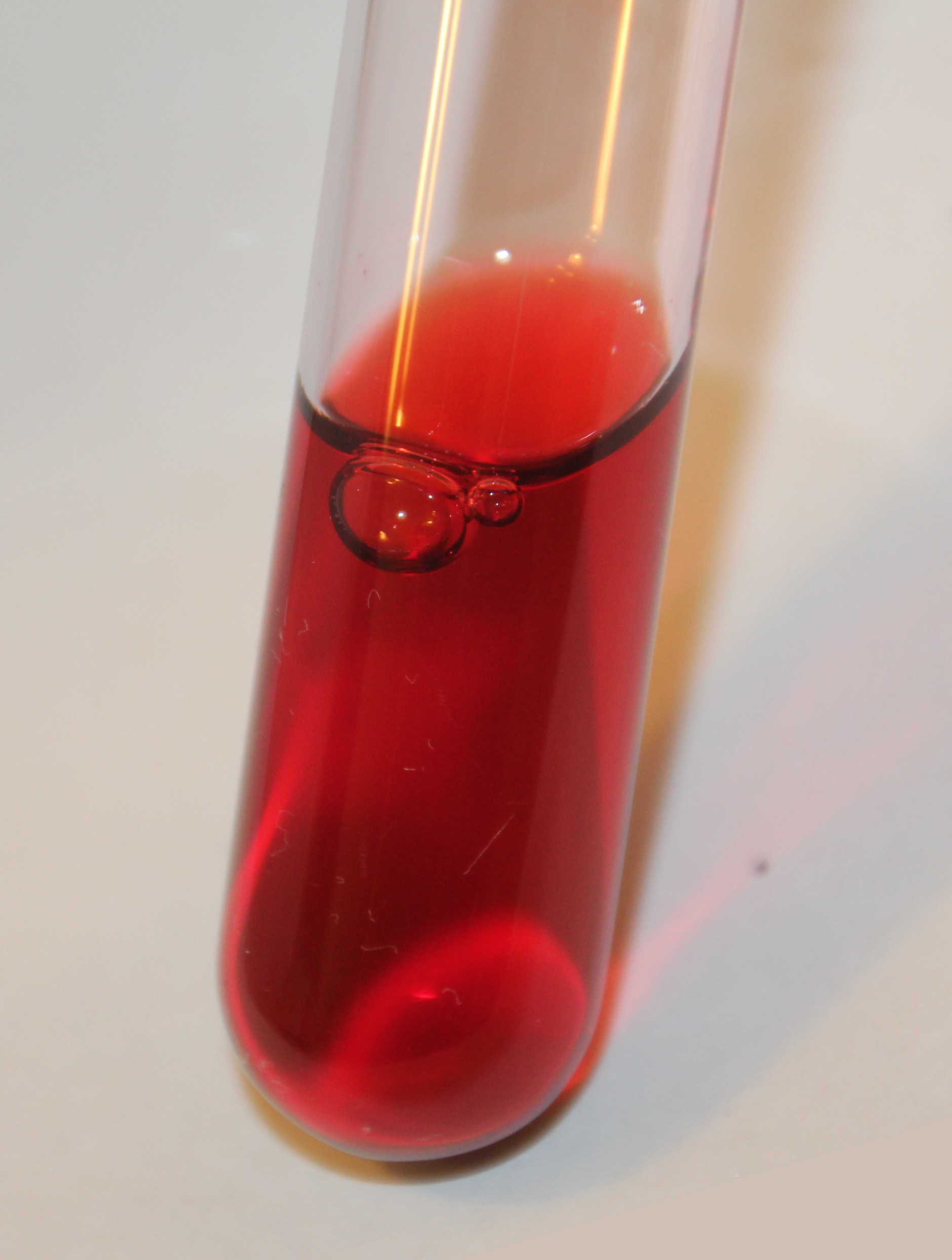
lösning med Safranin och vatten